# Baldewin von Steinfurt
Baldewin von Steinfurt (* im 14. Jahrhundert; † 29. Oktober 1394) war Domherr in Münster.

## Leben

### Herkunft und Familie
Baldewin von Steinfurt entstammte dem Geschlecht der Edelherren von Steinfurt und war der Sohn des Ludolf von Steinfurt und dessen Gemahlin Pyronetta von Bilstein. Seine Geschwister waren
- Rudolf, Domscholaster in Münster
- Ludolf, Domherr in Münster
- Ermgardis, Stiftsdame in Essen
- Dietrich
- Katharina, ⚭ Simon von Bentheim

### Wirken
Am 17. Mai 1351 bat Baldewin zusammen mit seinem Bruder Rudolf den münsterischen Bischof Ludwig, den beabsichtigten Tausch ihrer Präbenden anzuordnen. Dies geschah, so dass Baldewin die Kapelle Hesseldorn bei Nordwalde erhielt, während Rudolf Domkanoniker und hier später Domscholaster wurde. Als Baldewins Bruder Ludolf 1360 verstarb, trat er wieder in den weltlichen Stand, wurde Ritter und heiratete Ermgardis. Aus der Ehe stammte die Tochter Pyronetta, die mit Bernhard von Bentheim verheiratet war.